# همخوان دندانی

واجگاه (کارا و ناکارا): ۱. برون‌لبی، ۲. درون‌لبی، ۳. دندانی، ۴. لثه ای، ۵. پس‌لثه ای، ۶. پیش‌کامی، ۷. کامی، ۸. نرمکامی، ۹. ملازی(زبانکی)، ۱۰. گلویی(حلقی)، ۱۱. چاکنایی، ۱۲. برون‌چاکنایی، ۱۳. ریشه‌ای، ۱۴. پس‌پسینی، ۱۵. پیش‌پسینی، ۱۶. تیغه‌ای، ۱۷. نوکی و ۱۸. زیرنوکی

دسته ای از آواها با گذاشتن زبان در پشت یا نزدیک دندان ها ساخته می شوند. آواهایی که بدین روش پدید می آیند دندانی (dental) نام دارند. اگر زبان میان دندانی ها جای بگیرد، آوای شنیده شده را میان دندانی می نامند. میان دندانی ها در زبان های پیشین ایرانی بوده و امروزه با فرگشت زبانی از میان رفته اند. میان دندانی ها در زبان اوستایی در واژه هایی همچون ورثرغنه و گئومرثه (کیومرث) به آوای واج ث دیده می شود. در زبان پهلوی (پارسی میانه) نیز همچنان واج ذ دیده می شود همچون: موبذ، بوذ (بود)، گنبذ، ارگبذ، ....
واج ث امروزه در زبان های کم شماری همچون برمه ای، انگلیسی، عربی، اسپانیایی و یونانی بازمانده است.
واج ذ به گونه هایی و در زبان های اندکی همچون انگلیسی، عربی، اسپانیایی هنوز شنیده می شود.